# Euporus cupreifrons
Euporus cupreifrons är en skalbaggsart som först beskrevs av Aurivillius 1914.  Euporus cupreifrons ingår i släktet Euporus och familjen långhorningar. Inga underarter finns listade i Catalogue of Life.